# Тур ATP 1998
Тур ATP 1998 — елітний світовий тур тенісистів професіоналів, що проводиться Асоціацією тенісистів професіоналів (ATP) з січня по листопад 1998 року. Тур включав чотири турніри Великого шлему (під егідою ITF), Фінал ATP, ATP Super 9, ATP International Series Gold, ATP International Series, ATP World Team Cup, Фінал ATP.

## Розклад турнірів
Легенда
| Турнір Великого Шолому        |
| Фінал Туру ATP                |
| ATP Super 9                   |
| ATP International Series Gold |
| ATP World Series              |
| Командні змагання             |

### Січень
| Тиждень           | Турнір | Чемпіони                                           | Фіналісти                    | Півфіналісти                                                      | Чвертьфіналісти                                              |
| ----------------- | --- | -------------------------------------------------- | ---------------------------- | ----------------------------------------------------------------- | ------------------------------------------------------------ |
| 5 січня           | Hopman Cup Перт, Австралія ITF Mixed Teams Championships Тверде (i) – $1,000,000 – 8 teams (RR)                                                 | Словаччина 2–1                                     | Франція                      | Вибули у груповому турнірі (Група A) Іспанія · Швеція · Австралія | Вибули у груповому турнірі (Група B) Німеччина · США · ПАР   |
| 5 січня           | Qatar ExxonMobil Open Доха, Катар ATP World Series Тверде – $975,000 – 32S/16D Одиночний розряд – Парний розряд                                 | Петр Корда 6–0, 6–3                                | Фабріс Санторо               | Горан Іванишевич Андрій Медведєв                                  | Грег Руседскі Бернд Карбахер Тім Генман Шенг Схалкен         |
| 5 січня           | Qatar ExxonMobil Open Доха, Катар ATP World Series Тверде – $975,000 – 32S/16D Одиночний розряд – Парний розряд                                 | Магеш Бгупаті Леандер Паес 6–4, 3–6, 6–4           | Олів'є Делетр Фабріс Санторо | Горан Іванишевич Андрій Медведєв                                  | Грег Руседскі Бернд Карбахер Тім Генман Шенг Схалкен         |
| 5 січня           | Adelaide International Аделаїда, Австралія ATP World Series Тверде – $315,000 – 32S/16D Одиночний розряд – Парний розряд                        | Ллейтон Г'юїтт 3–6, 6–3, 7–6(7–4)                  | Джейсон Столтенберг          | Тодд Вудбрідж Андре Агассі                                        | Ніколя Ескюде Жером Гольмар Вінс Спейдія Бретт Стівен        |
| 5 січня           | Adelaide International Аделаїда, Австралія ATP World Series Тверде – $315,000 – 32S/16D Одиночний розряд – Парний розряд                        | Джошуа Ігл Ендрю Флорент 6–4, 6–7, 6–3             | Елліс Феррейра Рік Ліч       | Тодд Вудбрідж Андре Агассі                                        | Ніколя Ескюде Жером Гольмар Вінс Спейдія Бретт Стівен        |
| 12 січня          | Sydney International Сідней, Австралія ATP World Series Тверде – $315,000 – 32S/16D Одиночний розряд – Парний розряд                            | Кароль Кучера 7–5, 6–4                             | Тім Генман                   | Патрік Рафтер Майкл Теббутт                                       | Тодд Мартін Томас Енквіст Джейсон Столтенберг Альберт Коста  |
| 12 січня          | Sydney International Сідней, Австралія ATP World Series Тверде – $315,000 – 32S/16D Одиночний розряд – Парний розряд                            | Тодд Вудбрідж Марк Вудфорд 6–3, 7–5                | Якко Елтінг Деніел Нестор    | Патрік Рафтер Майкл Теббутт                                       | Тодд Мартін Томас Енквіст Джейсон Столтенберг Альберт Коста  |
| 12 січня          | Heineken Open Окленд (Нова Зеландія), Нова Зеландія ATP World Series Тверде – $315,000 – 32S/16D Одиночний розряд – Парний розряд               | Марсело Ріос 4–6, 6–4, 7–6(7–3)                    | Річард Фромберг              | Байрон Блек Фелікс Мантілья                                       | Кеннет Карлсен Крістіан Вінк Домінік Хрбати Карлос Коста     |
| 12 січня          | Heineken Open Окленд (Нова Зеландія), Нова Зеландія ATP World Series Тверде – $315,000 – 32S/16D Одиночний розряд – Парний розряд               | Патрік Гелбрайт Бретт Стівен 6–4, 6–2              | Том Нейссен Джефф Таранго    | Байрон Блек Фелікс Мантілья                                       | Кеннет Карлсен Крістіан Вінк Домінік Хрбати Карлос Коста     |
| 19 січня 26 січня | Відкритий чемпіонат Австралії з тенісу Мельбурн, Австралія Grand Slam Тверде – $3,140,107 – 128S/64D/32X Одиночний розряд – Парний розряд Мікст | Петр Корда 6–2, 6–2, 6–2                           | Марсело Ріос                 | Кароль Кучера Ніколя Ескюде                                       | Піт Сампрас Йонас Бйоркман Ніколас Кіфер Альберто Берасатегі |
| 19 січня 26 січня | Відкритий чемпіонат Австралії з тенісу Мельбурн, Австралія Grand Slam Тверде – $3,140,107 – 128S/64D/32X Одиночний розряд – Парний розряд Мікст | Йонас Бйоркман Якко Елтінг 6–2, 5–7, 2–6, 6–4, 6–3 | Тодд Вудбрідж Марк Вудфорд   | Кароль Кучера Ніколя Ескюде                                       | Піт Сампрас Йонас Бйоркман Ніколас Кіфер Альберто Берасатегі |
| 19 січня 26 січня | Відкритий чемпіонат Австралії з тенісу Мельбурн, Австралія Grand Slam Тверде – $3,140,107 – 128S/64D/32X Одиночний розряд – Парний розряд Мікст | Джастін Гімелстоб Вінус Вільямс 6–2, 6–1           | Цирил Сук Гелена Сукова      | Кароль Кучера Ніколя Ескюде                                       | Піт Сампрас Йонас Бйоркман Ніколас Кіфер Альберто Берасатегі |

### Лютий
| Тиждень   | Турнір | Чемпіони                                       | Фіналісти                        | Півфіналісти                     | Чвертьфіналісти                                              |
| --------- | --- | ---------------------------------------------- | -------------------------------- | -------------------------------- | ------------------------------------------------------------ |
| 2 лютого  | Open 13 Марсель, Франція ATP World Series Тверде (i) – $514,250 – 32S/16D Одиночний розряд – Парний розряд                                       | Томас Енквіст 6–4, 6–1                         | Євген Кафельников                | Мікаель Тільстрем Ріхард Крайчек | Арно Клеман Арно Боеч Магнус Густафссон Даніель Вацек        |
| 2 лютого  | Open 13 Марсель, Франція ATP World Series Тверде (i) – $514,250 – 32S/16D Одиночний розряд – Парний розряд                                       | Доналд Джонсон Франсіско Монтана 6–4, 3–6, 6–3 | Марк Кейл Т. Дж. Міддлтон        | Мікаель Тільстрем Ріхард Крайчек | Арно Клеман Арно Боеч Магнус Густафссон Даніель Вацек        |
| 2 лютого  | Croatian Indoors Спліт, Хорватія ATP World Series Килим (i) – $375,000 – 32S/16D Одиночний розряд – Парний розряд                                | Горан Іванишевич 7–6(7–3), 7–6(7–5)            | Грег Руседскі                    | Марк Россе Мартін Сіннер         | Мартін Дамм Райнер Шуттлер Кеннет Карлсен Їржі Новак         |
| 2 лютого  | Croatian Indoors Спліт, Хорватія ATP World Series Килим (i) – $375,000 – 32S/16D Одиночний розряд – Парний розряд                                | Мартін Дамм Їржі Новак 7–6, 6–2                | Фредрік Берг Патрік Фредрікссон  | Марк Россе Мартін Сіннер         | Мартін Дамм Райнер Шуттлер Кеннет Карлсен Їржі Новак         |
| 9 лютого  | Dubai Tennis Championships Дубай, Об'єднані Арабські Емірати ATP World Series Тверде – $1,014,250 – 32S/31Q/16D Одиночний розряд – Парний розряд | Алекс Корретха 7–6(7–0), 6–1                   | Фелікс Мантілья                  | Йонас Бйоркман Вейн Феррейра     | Карлос Моя Карлос Коста Альберто Берасатегі Ніколас Кіфер    |
| 9 лютого  | Dubai Tennis Championships Дубай, Об'єднані Арабські Емірати ATP World Series Тверде – $1,014,250 – 32S/31Q/16D Одиночний розряд – Парний розряд | Магеш Бгупаті Леандер Паес 6–2, 7–5            | Доналд Джонсон Франсіско Монтана | Йонас Бйоркман Вейн Феррейра     | Карлос Моя Карлос Коста Альберто Берасатегі Ніколас Кіфер    |
| 9 лютого  | St. Petersburg Open Санкт-Петербург, Росія ATP World Series Килим (i) – $315,000 – 32S/28Q/16D Одиночний розряд – Парний розряд                  | Ріхард Крайчек 6–4, 7–6(7–5)                   | Марк Россе                       | Томас Юганссон Седрік Пйолін     | Даніель Вацек Фабріс Санторо Домінік Хрбати Гендрік Дрекманн |
| 9 лютого  | St. Petersburg Open Санкт-Петербург, Росія ATP World Series Килим (i) – $315,000 – 32S/28Q/16D Одиночний розряд – Парний розряд                  | Ніклас Культі Мікаель Тільстрем 3–6, 6–3, 7–6  | Маріус Барнард Брент Гейгарт     | Томас Юганссон Седрік Пйолін     | Даніель Вацек Фабріс Санторо Домінік Хрбати Гендрік Дрекманн |
| 9 лютого  | Sybase Open Сан-Хосе, США ATP World Series Тверде (i) – $315,000 – 32S/16D Одиночний розряд – Парний розряд                                      | Андре Агассі 6–2, 6–4                          | Піт Сампрас                      | Джон ван Лоттум Майкл Чанг       | Марк Вудфорд Тодд Мартін Ян-Майкл Гембілл Томмі Гаас         |
| 9 лютого  | Sybase Open Сан-Хосе, США ATP World Series Тверде (i) – $315,000 – 32S/16D Одиночний розряд – Парний розряд                                      | Тодд Вудбрідж Марк Вудфорд 6–1, 7–5            | Нелсон Аертс Андре Са            | Джон ван Лоттум Майкл Чанг       | Марк Вудфорд Тодд Мартін Ян-Майкл Гембілл Томмі Гаас         |
| 16 лютого | European Community Championships Антверпен, Бельгія ATP Турнір Series Тверде – $875,000 – 32S/16D Одиночний розряд – Парний розряд               | Грег Руседскі 7–6(7–3), 3–6, 6–1, 6–4          | Марк Россе                       | Кароль Кучера Патрік Рафтер      | Петр Корда Томас Юганссон Магнус Ларссон Джефф Таранго       |
| 16 лютого | European Community Championships Антверпен, Бельгія ATP Турнір Series Тверде – $875,000 – 32S/16D Одиночний розряд – Парний розряд               | Вейн Феррейра Євген Кафельников 7–5, 3–6, 6–2  | Томас Карбонелл Франсіско Ройг   | Кароль Кучера Патрік Рафтер      | Петр Корда Томас Юганссон Магнус Ларссон Джефф Таранго       |
| 16 лютого | Kroger St. Jude International Мемфіс, США ATP Турнір Series Тверде (i) – $700,000 – 48S/34D Одиночний розряд – Парний розряд                     | Марк Філіппуссіс 6–3, 6–2                      | Майкл Чанг                       | Марсело Ріос Густаво Куертен     | Грант Стеффорд Томас Енквіст Марк Вудфорд Річард Фромберг    |
| 16 лютого | Kroger St. Jude International Мемфіс, США ATP Турнір Series Тверде (i) – $700,000 – 48S/34D Одиночний розряд – Парний розряд                     | Тодд Вудбрідж Марк Вудфорд 6–3, 6–4            | Елліс Феррейра Давід Родіті      | Марсело Ріос Густаво Куертен     | Грант Стеффорд Томас Енквіст Марк Вудфорд Річард Фромберг    |
| 23 лютого | Advanta Championships Філадельфія, США ATP Турнір Series Тверде (i) – $589,250 – 32S/16D Одиночний розряд – Парний розряд                        | Піт Сампрас 7–5, 7–6(7–3)                      | Томас Енквіст                    | Томмі Гаас Себастьян Ларо        | Шенг Схалкен Джефф Таранго Річі Ренеберг Грант Стеффорд      |
| 23 лютого | Advanta Championships Філадельфія, США ATP Турнір Series Тверде (i) – $589,250 – 32S/16D Одиночний розряд – Парний розряд                        | Якко Елтінг Паул Гаргейс 7–6, 6–7, 6–2         | Девід Макферсон Річі Ренеберг    | Томмі Гаас Себастьян Ларо        | Шенг Схалкен Джефф Таранго Річі Ренеберг Грант Стеффорд      |
| 23 лютого | Guardian Direct Cup London, Great Britain ATP Турнір Series Килим (i) – $689,250 – 32S/16D Одиночний розряд – Парний розряд                      | Євген Кафельников 7–5, 6–4                     | Седрік Пйолін                    | Ян Сімерінк Вейн Феррейра        | Кароль Кучера Марк-Кевін Гелльнер Тім Генман Патрік Рафтер   |
| 23 лютого | Guardian Direct Cup London, Great Britain ATP Турнір Series Килим (i) – $689,250 – 32S/16D Одиночний розряд – Парний розряд                      | Мартін Дамм Джим Грабб 6–4, 7–5                | Євген Кафельников Даніель Вацек  | Ян Сімерінк Вейн Феррейра        | Кароль Кучера Марк-Кевін Гелльнер Тім Генман Патрік Рафтер   |

### Березень
| Тиждень               | Турнір | Чемпіони | Фіналісти | Півфіналісти                  | Чвертьфіналісти                                                |
| --------------------- | --- | --- | --- | ----------------------------- | -------------------------------------------------------------- |
| 2 березня             | ABN AMRO World Tennis Tournament Роттердам, Нідерланди ATP World Series Килим (i) – $725,000 – 32S/16D Одиночний розряд – Парний розряд | Ян Сімерінк 7–6(7–2), 6–2 | Томас Юганссон | Ріхард Крайчек Бретт Стівен   | Патрік Рафтер Грег Руседскі Йохан ван Херк Томас Карбонелл     |
| 2 березня             | ABN AMRO World Tennis Tournament Роттердам, Нідерланди ATP World Series Килим (i) – $725,000 – 32S/16D Одиночний розряд – Парний розряд | Якко Елтінг Паул Гаргейс 7–6, 6–3 | Ніл Брод Піт Норвал | Ріхард Крайчек Бретт Стівен   | Патрік Рафтер Грег Руседскі Йохан ван Херк Томас Карбонелл     |
| 2 березня             | Tennis Channel Open Скоттдейл, США ATP World Series Тверде – $315,000 – 32S/16D Одиночний розряд – Парний розряд | Андре Агассі 6–4, 7–6(7–3) | Джейсон Столтенберг | Томмі Гаас Шенг Схалкен       | Себастьян Ларо Ян-Майкл Гембілл Андреа Гауденці Альберт Коста  |
| 2 березня             | Tennis Channel Open Скоттдейл, США ATP World Series Тверде – $315,000 – 32S/16D Одиночний розряд – Парний розряд | Цирил Сук Майкл Теббутт 4–6, 6–1, 7–6 | Кент Кіннієр Девід Вітон | Томмі Гаас Шенг Схалкен       | Себастьян Ларо Ян-Майкл Гембілл Андреа Гауденці Альберт Коста  |
| 9 березня             | Copenhagen Open Копенгаген, Данія ATP World Series Килим (i) – $315,000 – 32S/16D Одиночний розряд – Парний розряд | Магнус Густафссон 3–6, 6–1, 6–1 | Давід Пріносіл | Ян Сімерінк Кеннет Карлсен    | Олів'є Делетр Бретт Стівен Джанлука Поцці Андрей Павел         |
| 9 березня             | Copenhagen Open Копенгаген, Данія ATP World Series Килим (i) – $315,000 – 32S/16D Одиночний розряд – Парний розряд | Том Кемперс Менно Остінг 6–4, 7–6 | Ян Сімерінк Бретт Стівен | Ян Сімерінк Кеннет Карлсен    | Олів'є Делетр Бретт Стівен Джанлука Поцці Андрей Павел         |
| 9 березня             | Newsweek Champions Cup and the State Farm Evert Cup Індіан-Веллс, США ATP Super 9 Тверде – $2,200,000 – 56S/28D Одиночний розряд – Парний розряд | Марсело Ріос 6–3, 6–7(15–17), 7–6(7–4), 6–4 | Грег Руседскі | Томас Мустер Ян-Майкл Гембілл | Андрій Медведєв Томас Енквіст Андре Агассі Петр Корда          |
| 9 березня             | Newsweek Champions Cup and the State Farm Evert Cup Індіан-Веллс, США ATP Super 9 Тверде – $2,200,000 – 56S/28D Одиночний розряд – Парний розряд | Йонас Бйоркман Патрік Рафтер 6–4, 7–6 | Тодд Мартін Річі Ренеберг | Томас Мустер Ян-Майкл Гембілл | Андрій Медведєв Томас Енквіст Андре Агассі Петр Корда          |
| 16 березня 23 березня | Lipton Championships Кі-Біскейн, США ATP Super 9 Тверде – $2,450,000 – 96S/64Q/48D Одиночний розряд – Парний розряд | Марсело Ріос 7–5, 6–3, 6–4 | Андре Агассі | Алекс Корретха Тім Генман     | Стів Кемпбелл Джефф Таранго Томас Енквіст Густаво Куертен      |
| 16 березня 23 березня | Lipton Championships Кі-Біскейн, США ATP Super 9 Тверде – $2,450,000 – 96S/64Q/48D Одиночний розряд – Парний розряд | Елліс Феррейра Рік Ліч 6–2, 6–4 | Алекс О'Браєн Джонатан Старк | Алекс Корретха Тім Генман     | Стів Кемпбелл Джефф Таранго Томас Енквіст Густаво Куертен      |
| 23 березня            | Grand Prix Hassan II Касабланка, Марокко ATP World Series Ґрунт – $210,000 – 32S/16D Одиночний розряд – Парний розряд | Андреа Гауденці 6–4, 5–7, 6–4 | Алекс Калатрава | Карім Аламі Себастьян Грожан  | Альберт Портас Фернандо Вісенте Хуан Антоніо Марін Хішам Аразі |
| 23 березня            | Grand Prix Hassan II Касабланка, Марокко ATP World Series Ґрунт – $210,000 – 32S/16D Одиночний розряд – Парний розряд | Андреа Гауденці Дієго Наргісо 6–4, 7–6 | Крістіан Бранді Філіппо Мессорі | Карім Аламі Себастьян Грожан  | Альберт Портас Фернандо Вісенте Хуан Антоніо Марін Хішам Аразі |
| 30 березня            | 1998 Davis Cup First round Братислава, Словаччина – clay (i) Бремен, Німеччина – carpet (i) Moinhos de Vento Park, Бразилія – clay Цюрих, Швейцарія – carpet (i) Генуя, Італія – clay Вікторія, Австралія – grass Брюссельський столичний регіон, Бельгія – clay Атланта, США – hard | Переможці першого раунду Швеція 3–2 · Німеччина 5–0 · Іспанія 3–2 · Швейцарія 3–2 · Італія 4–1 · Зімбабве 3–2 · Бельгія 3–2 · Сполучені Штати Америки 3–2 | Переможені у першому раунді Словаччина · Південно-Африканська Республіка · Бразилія · Чехія · Індія · Австралія · Нідерланди · Росія |                               |                                                                |

### Квітень
| Тиждень   | Турнір | Чемпіони                                       | Фіналісти                         | Півфіналісти                       | Чвертьфіналісти                                               |
| --------- | --- | ---------------------------------------------- | --------------------------------- | ---------------------------------- | ------------------------------------------------------------- |
| 6 квітня  | Salem Open Гонконг ATP World Series Тверде – $315,000 – 32S/16D Одиночний розряд – Парний розряд                                    | Кеннет Карлсен 6–2, 6–0                        | Байрон Блек                       | Себастьян Ларо Томас Юганссон      | Джанлука Поцці Оскар Буррієса Сендон Столл Невілл Годвін      |
| 6 квітня  | Salem Open Гонконг ATP World Series Тверде – $315,000 – 32S/16D Одиночний розряд – Парний розряд                                    | Байрон Блек Алекс О'Браєн 7–5, 6–1             | Невілл Годвін Туомас Кетола       | Себастьян Ларо Томас Юганссон      | Джанлука Поцці Оскар Буррієса Сендон Столл Невілл Годвін      |
| 6 квітня  | Estoril Open Оейраш, Португалія ATP World Series Ґрунт – $600,000 – 32S/16D Одиночний розряд – Парний розряд                        | Альберто Берасатегі 3–6, 6–1, 6–3              | Томас Мустер                      | Карім Аламі Карлос Моя             | Фелікс Мантілья Альберт Коста Хуан Антоніо Марін Карлос Коста |
| 6 квітня  | Estoril Open Оейраш, Португалія ATP World Series Ґрунт – $600,000 – 32S/16D Одиночний розряд – Парний розряд                        | Доналд Джонсон Франсіско Монтана 6–1, 2–6, 6–1 | Давід Родіті Фернон Вібір         | Карім Аламі Карлос Моя             | Фелікс Мантілья Альберт Коста Хуан Антоніо Марін Карлос Коста |
| 6 квітня  | Gold Flake Open Ченнай, Індія ATP World Series Тверде – $405,000 – 32S/22Q/16D/3Q Одиночний розряд – Парний розряд                  | Патрік Рафтер 6–3, 6–4                         | Мікаель Тільстрем                 | Леандер Паес Тодд Вудбрідж         | Ларс Бургсмюллер Жерар Сальвз Марк Вудфорд Андрей Павел       |
| 6 квітня  | Gold Flake Open Ченнай, Індія ATP World Series Тверде – $405,000 – 32S/22Q/16D/3Q Одиночний розряд – Парний розряд                  | Магеш Бгупаті Леандер Паес 6–7, 6–3, 6–2       | Олів'є Делетр Максим Мирний       | Леандер Паес Тодд Вудбрідж         | Ларс Бургсмюллер Жерар Сальвз Марк Вудфорд Андрей Павел       |
| 13 квітня | Torneo Godó Барселона, Іспанія ATP Турнір Series Ґрунт – $825,000 – 56S/28D Одиночний розряд – Парний розряд                        | Тодд Мартін 6–2, 1–6, 6–3, 6–2                 | Альберто Берасатегі               | Карлос Моя Андреа Гауденці         | Євген Кафельников Домінік Хрбати Карлос Коста Серхі Бругера   |
| 13 квітня | Torneo Godó Барселона, Іспанія ATP Турнір Series Ґрунт – $825,000 – 56S/28D Одиночний розряд – Парний розряд                        | Якко Елтінг Паул Гаргейс 7–5, 6–0              | Елліс Феррейра Рік Ліч            | Карлос Моя Андреа Гауденці         | Євген Кафельников Домінік Хрбати Карлос Коста Серхі Бругера   |
| 13 квітня | Відкритий чемпіонат Японії з тенісу Tokyo, Японія ATP Турнір Series Тверде – $755,000 – 56S/28D/5Q Одиночний розряд – Парний розряд | Андрей Павел 6–3, 6–4                          | Байрон Блек                       | Ян-Майкл Гембілл Даніель Вацек     | Девід Ділуша Тім Генман Давід Пріносіл Гендрік Дрекманн       |
| 13 квітня | Відкритий чемпіонат Японії з тенісу Tokyo, Японія ATP Турнір Series Тверде – $755,000 – 56S/28D/5Q Одиночний розряд – Парний розряд | Себастьян Ларо Деніел Нестор 6–3, 6–4          | Олів'є Делетр Стефано Пескосолідо | Ян-Майкл Гембілл Даніель Вацек     | Девід Ділуша Тім Генман Давід Пріносіл Гендрік Дрекманн       |
| 20 квітня | Monte Carlo Open Рокбрюн-Кап-Мартен, Франція ATP Super 9 Ґрунт – $2,200,000 – 56S/28D Одиночний розряд – Парний розряд              | Карлос Моя 6–3, 6–0, 7–5                       | Седрік Пйолін                     | Альберто Берасатегі Ріхард Крайчек | Фабріс Санторо Борис Бекер Алекс Корретха Петр Корда          |
| 20 квітня | Monte Carlo Open Рокбрюн-Кап-Мартен, Франція ATP Super 9 Ґрунт – $2,200,000 – 56S/28D Одиночний розряд – Парний розряд              | Якко Елтінг Паул Гаргейс 6–4, 6–2              | Тодд Вудбрідж Марк Вудфорд        | Альберто Берасатегі Ріхард Крайчек | Фабріс Санторо Борис Бекер Алекс Корретха Петр Корда          |
| 20 квітня | U.S. Men's Clay Court Championships Орландо, США ATP World Series Ґрунт – $264,250 – 32S/16D Одиночний розряд – Парний розряд       | Джим Кур'є 7–5, 3–6, 7–5                       | Майкл Чанг                        | Мікаель Тільстрем Андрей Павел     | Марсіу Карлссон Андреу Іліє Марчелло Крака Алекс Калатрава    |
| 20 квітня | U.S. Men's Clay Court Championships Орландо, США ATP World Series Ґрунт – $264,250 – 32S/16D Одиночний розряд – Парний розряд       | Грант Стеффорд Кевін Ульєтт 4–6, 6–4, 7–5      | Майкл Теббутт Мікаель Тільстрем   | Мікаель Тільстрем Андрей Павел     | Марсіу Карлссон Андреу Іліє Марчелло Крака Алекс Калатрава    |
| 27 квітня | Prague Open Прага, Чехія ATP World Series Ґрунт – $340,000 – 32S/16D Одиночний розряд – Парний розряд                               | Фернандо Мелігені 6–1, 6–4                     | Ктіслав Доседель                  | Ніколас Лапентті Діну Пескаріу     | Хакобо Діас Фернандо Вісенте Хав'єр Санчес Андрій Чесноков    |
| 27 квітня | Prague Open Прага, Чехія ATP World Series Ґрунт – $340,000 – 32S/16D Одиночний розряд – Парний розряд                               | Вейн Артурс Ендрю Кратцманн 6–1, 6–1           | Фредрік Берг Ніклас Культі        | Ніколас Лапентті Діну Пескаріу     | Хакобо Діас Фернандо Вісенте Хав'єр Санчес Андрій Чесноков    |
| 27 квітня | AT&T Challenge Атланта, США ATP World Series Ґрунт – $315,000 – 32S/16D Одиночний розряд – Парний розряд                            | Піт Сампрас 6–7(2–7), 6–3, 7–6(7–4)            | Джейсон Столтенберг               | Алекс Калатрава Андрей Павел       | Рамон Дельгадо Стів Кемпбелл Франко Скілларі Річі Ренеберг    |
| 27 квітня | AT&T Challenge Атланта, США ATP World Series Ґрунт – $315,000 – 32S/16D Одиночний розряд – Парний розряд                            | Елліс Феррейра Брент Гейгарт 6–3, 0–6, 6–2     | Алекс О'Браєн Річі Ренеберг       | Алекс Калатрава Андрей Павел       | Рамон Дельгадо Стів Кемпбелл Франко Скілларі Річі Ренеберг    |
| 27 квітня | BMW Open Мюнхен, Німеччина ATP World Series Ґрунт – $500,000 – 32S/16D Одиночний розряд – Парний розряд                             | Томас Енквіст 6–7(4–7), 7–6(8–6), 6–3          | Андре Агассі                      | Магнус Густафссон Гало Бланко      | Олівер Гросс Ніколя Ескюде Томас Нюдаль Йонас Бйоркман        |
| 27 квітня | BMW Open Мюнхен, Німеччина ATP World Series Ґрунт – $500,000 – 32S/16D Одиночний розряд – Парний розряд                             | Тодд Вудбрідж Марк Вудфорд 6–0, 6–3            | Джошуа Ігл Ендрю Флорент          | Магнус Густафссон Гало Бланко      | Олівер Гросс Ніколя Ескюде Томас Нюдаль Йонас Бйоркман        |

### Травень
| Тиждень            | Турнір | Чемпіони                                  | Фіналісти                  | Півфіналісти                        | Чвертьфіналісти                                              |
| ------------------ | --- | ----------------------------------------- | -------------------------- | ----------------------------------- | ------------------------------------------------------------ |
| 4 травня           | ATP German Open Гамбург, Німеччина ATP Super 9 Ґрунт – $2,200,000 – 56S/28D Одиночний розряд – Парний розряд                              | Альберт Коста 6–2, 6–0, 1–0, retired      | Алекс Корретха             | Кароль Кучера Фелікс Мантілья       | Фабріс Санторо Томас Мустер Густаво Куертен Горан Іванишевич |
| 4 травня           | ATP German Open Гамбург, Німеччина ATP Super 9 Ґрунт – $2,200,000 – 56S/28D Одиночний розряд – Парний розряд                              | Доналд Джонсон Франсіско Монтана 6–2, 7–5 | Девід Адамс Бретт Стівен   | Кароль Кучера Фелікс Мантілья       | Фабріс Санторо Томас Мустер Густаво Куертен Горан Іванишевич |
| 4 травня           | International Tennis Championships Корал-Спрінгс, США ATP World Series Ґрунт – $245,000 – 32S/16D Одиночний розряд – Парний розряд        | Андреу Іліє 7–5, 6–4                      | Давіде Сангінетті          | Джастін Гімелстоб Йохан ван Херк    | Себастьян Грожан Ксав'є Малісс Майкл Теббутт Рамон Дельгадо  |
| 4 травня           | International Tennis Championships Корал-Спрінгс, США ATP World Series Ґрунт – $245,000 – 32S/16D Одиночний розряд – Парний розряд        | Грант Стеффорд Кевін Ульєтт 7–5, 6–4      | Марк Мерклейн Вінс Спейдія | Джастін Гімелстоб Йохан ван Херк    | Себастьян Грожан Ксав'є Малісс Майкл Теббутт Рамон Дельгадо  |
| 11 травня          | Italian Open 1998 Rome, Італія ATP Super 9 Ґрунт – $2,200,000 – 64S/32D Одиночний розряд – Парний розряд                                  | Марсело Ріос walkover                     | Альберт Коста              | Альберто Берасатегі Густаво Куертен | Майкл Чанг Бретт Стівен Ріхард Крайчек Фернандо Вісенте      |
| 11 травня          | Italian Open 1998 Rome, Італія ATP Super 9 Ґрунт – $2,200,000 – 64S/32D Одиночний розряд – Парний розряд                                  | Магеш Бгупаті Леандер Паес 6–4, 4–6, 7–6  | Елліс Феррейра Рік Ліч     | Альберто Берасатегі Густаво Куертен | Майкл Чанг Бретт Стівен Ріхард Крайчек Фернандо Вісенте      |
| 18 травня          | International Raiffeisen Grand Prix Санкт-Пельтен, Австрія ATP World Series Ґрунт – $400,000 – 32S/16D Одиночний розряд – Парний розряд   | Марсело Ріос 6–2, 6–0                     | Вінс Спейдія               | Андреа Гауденці Марсело Філіппіні   | Гало Бланко Франсіско Клавет Томас Мустер Шенг Схалкен       |
| 18 травня          | International Raiffeisen Grand Prix Санкт-Пельтен, Австрія ATP World Series Ґрунт – $400,000 – 32S/16D Одиночний розряд – Парний розряд   | Джим Грабб Девід Макферсон 6–4, 6–4       | Девід Адамс Вейн Блек      | Андреа Гауденці Марсело Філіппіні   | Гало Бланко Франсіско Клавет Томас Мустер Шенг Схалкен       |
| 18 травня          | World Team Cup Дюссельдорф, Німеччина – clay                                                                                              | 3–0                                       | Чехія                      |                                     |                                                              |
| 25 травня 1 червня | Відкритий чемпіонат Франції з тенісу Paris, Франція Grand Slam Ґрунт – $5,026,607 – 128S/64D/32X Одиночний розряд – Парний розряд – Мікст | Карлос Моя 6–3, 7–5, 6–3                  | Алекс Корретха             | Фелікс Мантілья Седрік Пйолін       | Томас Мустер Марсело Ріос Філіп Девулф Хішам Аразі           |
| 25 травня 1 червня | Відкритий чемпіонат Франції з тенісу Paris, Франція Grand Slam Ґрунт – $5,026,607 – 128S/64D/32X Одиночний розряд – Парний розряд – Мікст | Якко Елтінг Паул Гаргейс 6–3, 3–6, 6–3    | Марк Ноулз Деніел Нестор   | Фелікс Мантілья Седрік Пйолін       | Томас Мустер Марсело Ріос Філіп Девулф Хішам Аразі           |
| 25 травня 1 червня | Відкритий чемпіонат Франції з тенісу Paris, Франція Grand Slam Ґрунт – $5,026,607 – 128S/64D/32X Одиночний розряд – Парний розряд – Мікст | Джастін Гімелстоб Вінус Вільямс 6–4, 6–4  | Луїс Лобо Серена Вільямс   | Фелікс Мантілья Седрік Пйолін       | Томас Мустер Марсело Ріос Філіп Девулф Хішам Аразі           |

### Червень
| Тиждень             | Турнір | Чемпіони                                                                    | Фіналісти                                | Півфіналісти                      | Чвертьфіналісти                                              |
| ------------------- | --- | --------------------------------------------------------------------------- | ---------------------------------------- | --------------------------------- | ------------------------------------------------------------ |
| 8 червня            | Gerry Weber Open Галле, Німеччина ATP World Series Трава – $875,000 – 32S/16D Одиночний розряд – Парний розряд                     | Євген Кафельников 6–4, 6–4                                                  | Магнус Ларссон                           | Паул Гаргейс Томас Юганссон       | Джанлука Поцці Ріхард Крайчек Гендрік Дрекманн Маґнус Норман |
| 8 червня            | Gerry Weber Open Галле, Німеччина ATP World Series Трава – $875,000 – 32S/16D Одиночний розряд – Парний розряд                     | Елліс Феррейра Рік Ліч' 4–6, 6–4, 7–6                                       | Джон-Лаффньє де Ягер Марк-Кевін Гелльнер | Паул Гаргейс Томас Юганссон       | Джанлука Поцці Ріхард Крайчек Гендрік Дрекманн Маґнус Норман |
| 8 червня            | Stella Artois Championships London, Great Britain ATP World Series Трава – $725,000 – 56S/64Q/28D Одиночний розряд – Парний розряд | Скотт Дрейпер 7–6(7–5), 6–4                                                 | Лоренс Тілеман                           | Марк Вудфорд Байрон Блек          | Томас Енквіст Даг Флек Браян Макфі Тім Генман                |
| 8 червня            | Stella Artois Championships London, Great Britain ATP World Series Трава – $725,000 – 56S/64Q/28D Одиночний розряд – Парний розряд | Тодд Вудбрідж / Марк Вудфорд vs. Йонас Бйоркман / Патрік Рафтер – cancelled |                                          | Марк Вудфорд Байрон Блек          | Томас Енквіст Даг Флек Браян Макфі Тім Генман                |
| 8 червня            | Internazionali di Carisbo Болонья, Італія ATP World Series Ґрунт – $315,000 – 32S/19Q/16D Одиночний розряд – Парний розряд         | Хуліан Алонсо 6–1, 6–4                                                      | Карім Аламі                              | Хуан Антоніо Марін Домінік Хрбати | Маріано Пуерта Карлос Коста Марціо Мартеллі Франко Скілларі  |
| 8 червня            | Internazionali di Carisbo Болонья, Італія ATP World Series Ґрунт – $315,000 – 32S/19Q/16D Одиночний розряд – Парний розряд         | Брендон Коуп Паул Роснер 7–6, 6–3                                           | Джорджо Галімберті Массімо Валері        | Хуан Антоніо Марін Домінік Хрбати | Маріано Пуерта Карлос Коста Марціо Мартеллі Франко Скілларі  |
| 15 червня           | Heineken Trophy Гертогенбос, Нідерланди ATP World Series Трава – $475,000 – 32S/25Q/16D Одиночний розряд – Парний розряд           | Патрік Рафтер 7–6(7–2), 6–2                                                 | Мартін Дамм                              | Денніс ван Схеппінген Ян Сімерінк | Шенг Схалкен Ріхард Крайчек Кароль Кучера Стів Кемпбелл      |
| 15 червня           | Heineken Trophy Гертогенбос, Нідерланди ATP World Series Трава – $475,000 – 32S/25Q/16D Одиночний розряд – Парний розряд           | Гійом Рау Ян Сімерінк 7–6(7–5), 6–2                                         | Джошуа Ігл Ендрю Флорент                 | Денніс ван Схеппінген Ян Сімерінк | Шенг Схалкен Ріхард Крайчек Кароль Кучера Стів Кемпбелл      |
| 15 червня           | Nottingham Open Ноттінгем, Great Britain ATP World Series Трава – $315,000 – 32S/16D Одиночний розряд – Парний розряд              | Йонас Бйоркман 6–3, 6–2                                                     | Байрон Блек                              | Саргис Саргсян Жером Гольмар      | Джанлука Поцці Бретт Стівен Скотт Дрейпер Давід Пріносіл     |
| 15 червня           | Nottingham Open Ноттінгем, Great Britain ATP World Series Трава – $315,000 – 32S/16D Одиночний розряд – Парний розряд              | Джастін Гімелстоб Байрон Талбот 7–5, 6–7, 6–4                               | Себастьян Ларо Деніел Нестор             | Саргис Саргсян Жером Гольмар      | Джанлука Поцці Бретт Стівен Скотт Дрейпер Давід Пріносіл     |
| 22 червня 29 червня | Вімблдонський турнір London, Great Britain Grand Slam Трава – $5,638,006 – 128S/64D/32X Одиночний розряд – Парний розряд Мікст     | Піт Сампрас 6–7(2–7), 7–6(11–9), 6–4, 3–6, 6–2                              | Горан Іванишевич                         | Тім Генман Ріхард Крайчек         | Марк Філіппуссіс Петр Корда Ян Сімерінк Давіде Сангінетті    |
| 22 червня 29 червня | Вімблдонський турнір London, Great Britain Grand Slam Трава – $5,638,006 – 128S/64D/32X Одиночний розряд – Парний розряд Мікст     | Якко Елтінг Паул Гаргейс 2–6, 6–4, 7–6(7–3), 5–7, 10–8                      | Тодд Вудбрідж Марк Вудфорд               | Тім Генман Ріхард Крайчек         | Марк Філіппуссіс Петр Корда Ян Сімерінк Давіде Сангінетті    |
| 22 червня 29 червня | Вімблдонський турнір London, Great Britain Grand Slam Трава – $5,638,006 – 128S/64D/32X Одиночний розряд – Парний розряд Мікст     | Максим Мирний Серена Вільямс 6–4, 6–4                                       | Магеш Бгупаті Мір'яна Лучич-Бароні       | Тім Генман Ріхард Крайчек         | Марк Філіппуссіс Петр Корда Ян Сімерінк Давіде Сангінетті    |

### Липень
| Тиждень  | Турнір | Чемпіони                                                                                    | Фіналісти                                                             | Півфіналісти                       | Чвертьфіналісти                                                 |
| -------- | --- | ------------------------------------------------------------------------------------------- | --------------------------------------------------------------------- | ---------------------------------- | --------------------------------------------------------------- |
| 6 липня  | Rado Open Gstaad, Швейцарія ATP World Series Ґрунт – $525,000 – 32S/16D Одиночний розряд – Парний розряд                                | Алекс Корретха 7–6(7–5), 7–5, 6–3                                                           | Борис Бекер                                                           | Марсело Ріос Філіп Девулф          | Франсіско Клавет Фелікс Мантілья Альберт Коста Ніколас Кіфер    |
| 6 липня  | Rado Open Gstaad, Швейцарія ATP World Series Ґрунт – $525,000 – 32S/16D Одиночний розряд – Парний розряд                                | Густаво Куертен Фернандо Мелігені 6–4, 7–5                                                  | Даніель Оршанік Цирил Сук                                             | Марсело Ріос Філіп Девулф          | Франсіско Клавет Фелікс Мантілья Альберт Коста Ніколас Кіфер    |
| 6 липня  | Miller Lite Hall of Fame Tennis Championships Ньюпорт, США ATP World Series Трава – $275,000 – 32S/16D Одиночний розряд – Парний розряд | Леандер Паес 6–3, 6–2                                                                       | Невілл Годвін                                                         | Джейсон Столтенберг Лоренс Тілеман | Джон ван Лоттум Джастін Гімелстоб Райнер Шуттлер Марк Ноулз     |
| 6 липня  | Miller Lite Hall of Fame Tennis Championships Ньюпорт, США ATP World Series Трава – $275,000 – 32S/16D Одиночний розряд – Парний розряд | Даг Флек Сендон Столл 6–2, 4–6, 7–6                                                         | Скотт Дрейпер Джейсон Столтенберг                                     | Джейсон Столтенберг Лоренс Тілеман | Джон ван Лоттум Джастін Гімелстоб Райнер Шуттлер Марк Ноулз     |
| 6 липня  | Investor Swedish Open Бостад, Швеція ATP World Series Ґрунт – $315,000 – 32S/16D Одиночний розряд – Парний розряд                       | Магнус Густафссон 6–2, 6–3                                                                  | Андрій Медведєв                                                       | Томас Юганссон Домінік Хрбати      | Жером Гольмар Карім Аламі Андреа Гауденці Їржі Новак            |
| 6 липня  | Investor Swedish Open Бостад, Швеція ATP World Series Ґрунт – $315,000 – 32S/16D Одиночний розряд – Парний розряд                       | Магнус Густафссон Магнус Ларссон 6–4, 6–2                                                   | Лен Бейл Піт Норвал                                                   | Томас Юганссон Домінік Хрбати      | Жером Гольмар Карім Аламі Андреа Гауденці Їржі Новак            |
| 13 липня | 1998 Davis Cup Quarterfinals Гамбург, Німеччина – hard Ла-Корунья, Іспанія – clay Прато, Італія – clay Індіанаполіс, США – hard         | Переможці чвертьфіналів Швеція 3–2 · Іспанія 4–1 · Італія 5–0 · Сполучені Штати Америки 4–1 | Переможені у чвертьфіналах Німеччина · Швейцарія · Зімбабве · Бельгія |                                    |                                                                 |
| 20 липня | Mercedes Cup Штутгарт, Німеччина ATP Турнір Series Ґрунт – $915,000 – 48S/24D Одиночний розряд – Парний розряд                          | Густаво Куертен 4–6, 6–2, 6–4                                                               | Кароль Кучера                                                         | Марсело Ріос Карлос Моя            | Борис Бекер Богдан Уліграх Альберт Коста Фернандо Вісенте       |
| 20 липня | Mercedes Cup Штутгарт, Німеччина ATP Турнір Series Ґрунт – $915,000 – 48S/24D Одиночний розряд – Парний розряд                          | Олів'є Делетр Фабріс Санторо 6–1, 3–6, 6–3                                                  | Джошуа Ігл Джим Грабб                                                 | Марсело Ріос Карлос Моя            | Борис Бекер Богдан Уліграх Альберт Коста Фернандо Вісенте       |
| 20 липня | Legg Mason Tennis Classic Washington, D.C., США ATP Турнір Series Тверде – $575,000 – 58S/28D Одиночний розряд – Парний розряд          | Андре Агассі 6–2, 6–0                                                                       | Скотт Дрейпер                                                         | Майкл Чанг Вейн Феррейра           | Джим Кур'є Філіп Девулф Вінс Спейдія Себастьян Ларо             |
| 20 липня | Legg Mason Tennis Classic Washington, D.C., США ATP Турнір Series Тверде – $575,000 – 58S/28D Одиночний розряд – Парний розряд          | Грант Стеффорд Кевін Ульєтт 6–2, 6–4                                                        | Вейн Феррейра Патрік Гелбрайт                                         | Майкл Чанг Вейн Феррейра           | Джим Кур'є Філіп Девулф Вінс Спейдія Себастьян Ларо             |
| 27 липня | Mercedes-Benz Cup Los Angeles, США ATP World Series Тверде – $315,000 – 32S/16D Одиночний розряд – Парний розряд                        | Андре Агассі 6–4, 6–4                                                                       | Тім Генман                                                            | Джастін Гімелстоб Гійом Рау        | Патрік Рафтер Сендон Столл Майкл Джойс Байрон Блек              |
| 27 липня | Mercedes-Benz Cup Los Angeles, США ATP World Series Тверде – $315,000 – 32S/16D Одиночний розряд – Парний розряд                        | Патрік Рафтер Сендон Столл 6–4, 6–4                                                         | Джефф Таранго Даніель Вацек                                           | Джастін Гімелстоб Гійом Рау        | Патрік Рафтер Сендон Столл Майкл Джойс Байрон Блек              |
| 27 липня | Croatia Open Umag Умаг, Хорватія ATP World Series Ґрунт – $375,000 – 32S/16D Одиночний розряд – Парний розряд                           | Богдан Уліграх 6–3, 7–6(7–0)                                                                | Маґнус Норман                                                         | Хуан Антоніо Марін Маріано Пуерта  | Паул Гаргейс Кароль Кучера Густаво Куертен Фелікс Мантілья      |
| 27 липня | Croatia Open Umag Умаг, Хорватія ATP World Series Ґрунт – $375,000 – 32S/16D Одиночний розряд – Парний розряд                           | Ніл Брод Піт Норвал 6–1, 3–6, 6–3                                                           | Їржі Новак Давід Рікл                                                 | Хуан Антоніо Марін Маріано Пуерта  | Паул Гаргейс Кароль Кучера Густаво Куертен Фелікс Мантілья      |
| 27 липня | Generali Open Кіцбюель, Австрія ATP World Series Ґрунт – $500,000 – 48S/28D Одиночний розряд – Парний розряд                            | Альберт Коста 6–2, 1–6, 6–2, 3–6, 6–1                                                       | Андреа Гауденці                                                       | Франко Скілларі Франсіско Клавет   | Річард Фромберг Філіп Девулф Фернандо Мелігені Ніколас Лапентті |
| 27 липня | Generali Open Кіцбюель, Австрія ATP World Series Ґрунт – $500,000 – 48S/28D Одиночний розряд – Парний розряд                            | Том Кемперс Даніель Оршанік 6–3, 6–4                                                        | Джошуа Ігл Ендрю Кратцманн                                            | Франко Скілларі Франсіско Клавет   | Річард Фромберг Філіп Девулф Фернандо Мелігені Ніколас Лапентті |

### Серпень
| Тиждень             | Турнір | Чемпіони                                 | Фіналісти                    | Півфіналісти                     | Чвертьфіналісти                                                          |
| ------------------- | --- | ---------------------------------------- | ---------------------------- | -------------------------------- | ------------------------------------------------------------------------ |
| 3 серпня            | Du Maurier Open Торонто, Ontario, Канада ATP Super 9 Тверде – $2,200,000 – 56S/28Q/28D Одиночний розряд – Парний розряд                                    | Патрік Рафтер 7–6(7–3), 6–4              | Ріхард Крайчек               | Андре Агассі Тім Генман          | Піт Сампрас Євген Кафельников Йонас Бйоркман Даніель Вацек               |
| 3 серпня            | Du Maurier Open Торонто, Ontario, Канада ATP Super 9 Тверде – $2,200,000 – 56S/28Q/28D Одиночний розряд – Парний розряд                                    | Мартін Дамм Джим Грабб 6–7, 6–2, 7–6     | Елліс Феррейра Рік Ліч       | Андре Агассі Тім Генман          | Піт Сампрас Євген Кафельников Йонас Бйоркман Даніель Вацек               |
| 3 серпня            | Dutch Open Амстердам, Нідерланди ATP World Series Ґрунт – $475,000 – 32S/16D Одиночний розряд – Парний розряд                                              | Маґнус Норман 6–3, 6–3, 2–6, 6–4         | Річард Фромберг              | Кароль Кучера Маріано Сабалета   | Домінік Хрбати Адріан Войня Гало Бланко Ктіслав Доседель                 |
| 3 серпня            | Dutch Open Амстердам, Нідерланди ATP World Series Ґрунт – $475,000 – 32S/16D Одиночний розряд – Парний розряд                                              | Якко Елтінг Паул Гаргейс 6–3, 6–2        | Домінік Хрбати Кароль Кучера | Кароль Кучера Маріано Сабалета   | Домінік Хрбати Адріан Войня Гало Бланко Ктіслав Доседель                 |
| 10 серпня           | Great American Insurance ATP Championships Мейсон, США ATP Super 9 Тверде – $2,200,000 – 56S/28Q/28D Одиночний розряд – Парний розряд                      | Патрік Рафтер 1–6, 7–6(7–2), 6–4         | Піт Сампрас                  | Магнус Ларссон Євген Кафельников | Вінс Спейдія Томас Юганссон Петр Корда Даніель Вацек                     |
| 10 серпня           | Great American Insurance ATP Championships Мейсон, США ATP Super 9 Тверде – $2,200,000 – 56S/28Q/28D Одиночний розряд – Парний розряд                      | Марк Ноулз Деніел Нестор 6–1, 2–1 ret.   | Олів'є Делетр Фабріс Санторо | Магнус Ларссон Євген Кафельников | Вінс Спейдія Томас Юганссон Петр Корда Даніель Вацек                     |
| 10 серпня           | Campionati Internazionali di San Marino Сан-Марино (місто), Сан-Марино ATP World Series Ґрунт – $275,000 – 32S/23Q/16D/2Q Одиночний розряд – Парний розряд | Домінік Хрбати 6–2, 7–5                  | Маріано Пуерта               | Карлос Коста Річард Фромберг     | Андреа Гауденці Хуан Альберт Вілока Маріано Сабалета Вінченцо Сантопадре |
| 10 серпня           | Campionati Internazionali di San Marino Сан-Марино (місто), Сан-Марино ATP World Series Ґрунт – $275,000 – 32S/23Q/16D/2Q Одиночний розряд – Парний розряд | Їржі Новак Давід Рікл 6–4, 7–6           | Маріано Худ Себастьян Прієто | Карлос Коста Річард Фромберг     | Андреа Гауденці Хуан Альберт Вілока Маріано Сабалета Вінченцо Сантопадре |
| 17 серпня           | RCA Championships Індіанаполіс, США ATP Турнір Series Тверде – $915,000 – 56S/28Q/28D Одиночний розряд – Парний розряд                                     | Алекс Корретха 2–6, 6–2, 6–3             | Андре Агассі                 | Рамон Дельгадо Тодд Мартін       | Байрон Блек Вейн Феррейра Грег Руседскі Хішам Аразі                      |
| 17 серпня           | RCA Championships Індіанаполіс, США ATP Турнір Series Тверде – $915,000 – 56S/28Q/28D Одиночний розряд – Парний розряд                                     | Їржі Новак Давід Рікл 6–2, 7–6           | Марк Ноулз Деніел Нестор     | Рамон Дельгадо Тодд Мартін       | Байрон Блек Вейн Феррейра Грег Руседскі Хішам Аразі                      |
| 17 серпня           | Pilot Pen International Нью-Гейвен (Коннектикут), США ATP Турнір Series Тверде – $745,000 – 56S/28Q/28D Одиночний розряд – Парний розряд                   | Кароль Кучера 6–4, 5–7, 6–2              | Горан Іванишевич             | Євген Кафельников Ріхард Крайчек | Леандер Паес Богдан Уліграх Тім Генман Гійом Рау                         |
| 17 серпня           | Pilot Pen International Нью-Гейвен (Коннектикут), США ATP Турнір Series Тверде – $745,000 – 56S/28Q/28D Одиночний розряд – Парний розряд                   | Вейн Артурс Петер Трамаккі 7–6, 1–6, 6–3 | Себастьян Ларо Алекс О'Браєн | Євген Кафельников Ріхард Крайчек | Леандер Паес Богдан Уліграх Тім Генман Гійом Рау                         |
| 24 серпня           | Waldbaum's Hamlet Cup Лонг-Айленд, США ATP World Series Тверде – $315,000 – 32S/16D Одиночний розряд – Парний розряд                                       | Патрік Рафтер 7–6(7–3), 6–2              | Фелікс Мантілья              | Марат Сафін Грег Руседскі        | Густаво Куертен Давід Пріносіл Даніель Вацек Ніколя Ескюде               |
| 24 серпня           | Waldbaum's Hamlet Cup Лонг-Айленд, США ATP World Series Тверде – $315,000 – 32S/16D Одиночний розряд – Парний розряд                                       | Хуліан Алонсо Хав'єр Санчес 6–4, 6–4     | Брендон Коуп Дейв Ренделл    | Марат Сафін Грег Руседскі        | Густаво Куертен Давід Пріносіл Даніель Вацек Ніколя Ескюде               |
| 24 серпня           | MFS Pro Tennis Championships Бостон, США ATP World Series Тверде – $315,000 – 32S/16D/3Q Одиночний розряд – Парний розряд                                  | Майкл Чанг 6–3, 6–4                      | Паул Гаргейс                 | Себастьян Грожан Седрік Пйолін   | Йонас Бйоркман Джанлука Поцці Томас Мустер Шенг Схалкен                  |
| 24 серпня           | MFS Pro Tennis Championships Бостон, США ATP World Series Тверде – $315,000 – 32S/16D/3Q Одиночний розряд – Парний розряд                                  | Якко Елтінг Паул Гаргейс 6–3, 6–2        | Кріс Гаггард Джек Вейт       | Себастьян Грожан Седрік Пйолін   | Йонас Бйоркман Джанлука Поцці Томас Мустер Шенг Схалкен                  |
| 31 серпня 7 вересня | Відкритий чемпіонат США з тенісу New York City, США Grand Slam Тверде – $6,032,000 – 128S/64D/32X Одиночний розряд – Парний розряд Мікст                   | Патрік Рафтер 6–3, 3–6, 6–2, 6–0         | Марк Філіппуссіс             | Піт Сампрас Карлос Моя           | Кароль Кучера Йонас Бйоркман Томас Юганссон Магнус Ларссон               |
| 31 серпня 7 вересня | Відкритий чемпіонат США з тенісу New York City, США Grand Slam Тверде – $6,032,000 – 128S/64D/32X Одиночний розряд – Парний розряд Мікст                   | Цирил Сук Сендон Столл 4–6, 7–6, 6–2     | Марк Ноулз Деніел Нестор     | Піт Сампрас Карлос Моя           | Кароль Кучера Йонас Бйоркман Томас Юганссон Магнус Ларссон               |
| 31 серпня 7 вересня | Відкритий чемпіонат США з тенісу New York City, США Grand Slam Тверде – $6,032,000 – 128S/64D/32X Одиночний розряд – Парний розряд Мікст                   | Максим Мирний Серена Вільямс 6–2, 6–2    | Патрік Гелбрайт Ліза Реймонд | Піт Сампрас Карлос Моя           | Кароль Кучера Йонас Бйоркман Томас Юганссон Магнус Ларссон               |

### Вересень
| Тиждень    | Турнір | Чемпіони                                         | Фіналісти                                                 | Півфіналісти                            | Чвертьфіналісти                                                 |
| ---------- | --- | ------------------------------------------------ | --------------------------------------------------------- | --------------------------------------- | --------------------------------------------------------------- |
| 14 вересня | Bournemouth International Борнмут, Great Britain ATP World Series Ґрунт – $375,000 – 32S/29Q/16D Одиночний розряд – Парний розряд  | Фелікс Мантілья 6–3, 7–5                         | Альберт Коста                                             | Марк-Кевін Гелльнер Вінченцо Сантопадре | Альберто Берасатегі Штефан Коубек Алекс Лопес Морон Арно Клеман |
| 14 вересня | Bournemouth International Борнмут, Great Britain ATP World Series Ґрунт – $375,000 – 32S/29Q/16D Одиночний розряд – Парний розряд  | Ніл Брод Кевін Ульєтт 7–6, 6–3                   | Вейн Артурс Альберто Берасатегі                           | Марк-Кевін Гелльнер Вінченцо Сантопадре | Альберто Берасатегі Штефан Коубек Алекс Лопес Морон Арно Клеман |
| 14 вересня | President's Cup Ташкент, Узбекистан ATP World Series Тверде – $380,000 – 32S/27Q/16D Одиночний розряд – Парний розряд              | Тім Генман 7–5, 6–4                              | Євген Кафельников                                         | Седрік Пйолін Ніколя Ескюде             | Гастон Етліс Марат Сафін Карстен Браш Стефано Пескосолідо       |
| 14 вересня | President's Cup Ташкент, Узбекистан ATP World Series Тверде – $380,000 – 32S/27Q/16D Одиночний розряд – Парний розряд              | Стефано Пескосолідо Лоренс Тілеман 7–5, 4–6, 7–5 | Кеннет Карлсен Шенг Схалкен                               | Седрік Пйолін Ніколя Ескюде             | Гастон Етліс Марат Сафін Карстен Браш Стефано Пескосолідо       |
| 14 вересня | Romanian Open Бухарест, Румунія ATP World Series Ґрунт – $470,000 – 32S/16D Одиночний розряд – Парний розряд                       | Франсіско Клавет 6–4, 2–6, 7–5                   | Арно Ді Паскуале                                          | Альберт Портас Адріан Войня             | Хуліан Алонсо Андрей Павел Гало Бланко Еміліо Бенфеле Альварес  |
| 14 вересня | Romanian Open Бухарест, Румунія ATP World Series Ґрунт – $470,000 – 32S/16D Одиночний розряд – Парний розряд                       | Андрей Павел Габріель Тріфу 7–6, 7–6             | Георге Косак Діну Пескаріу                                | Альберт Портас Адріан Войня             | Хуліан Алонсо Андрей Павел Гало Бланко Еміліо Бенфеле Альварес  |
| 21 вересня | 1998 Davis Cup Semifinals Стокгольм, Швеція – carpet (i) Мілвокі, США – hard (i)                                                   | Переможці півфіналів Швеція 4–1 · Італія 4–1     | Переможені у півфіналах Іспанія · Сполучені Штати Америки |                                         |                                                                 |
| 28 вересня | Majorca Open Майорка, Іспанія ATP World Series Ґрунт – $425,000 – 32S/29Q/16D Одиночний розряд – Парний розряд                     | Густаво Куертен 6–7(5–7), 6–2, 6–3               | Карлос Моя                                                | Фернандо Вісенте Томас Мустер           | Томас Шислінґ Томас Карбонелл Томмі Гаас Серхі Бругера          |
| 28 вересня | Majorca Open Майорка, Іспанія ATP World Series Ґрунт – $425,000 – 32S/29Q/16D Одиночний розряд – Парний розряд                     | Даніель Оршанік Пабло Альбано 7–6, 6–3           | Їржі Новак Давід Рікл                                     | Фернандо Вісенте Томас Мустер           | Томас Шислінґ Томас Карбонелл Томмі Гаас Серхі Бругера          |
| 28 вересня | Grand Prix de Tennis de Toulouse Тулуза, Франція ATP World Series Тверде (i) – $375,000 – 32S/16D Одиночний розряд – Парний розряд | Ян Сімерінк 6–4, 6–4                             | Грег Руседскі                                             | Ніколас Кіфер Томас Юганссон            | Арно Клеман Марк Россе Стефан Юе Роджер Федерер                 |
| 28 вересня | Grand Prix de Tennis de Toulouse Тулуза, Франція ATP World Series Тверде (i) – $375,000 – 32S/16D Одиночний розряд – Парний розряд | Фабріс Санторо Олів'є Делетр 6–2, 6–4            | Паул Гаргейс Ян Сімерінк                                  | Ніколас Кіфер Томас Юганссон            | Арно Клеман Марк Россе Стефан Юе Роджер Федерер                 |
| 28 вересня | Кубок Великого шлему Мюнхен, Німеччина Grand Slam Cup Тверде (i) – $4,250,000 – 12S Кубок Великого шлему                           | Марсело Ріос 6–4, 2–6, 7–6(7–1), 5–7, 6–3        | Андре Агассі                                              | Кароль Кучера Марк Філіппуссіс          | Петр Корда Горан Іванишевич Йонас Бйоркман Фелікс Мантілья      |

### Жовтень
| Тиждень   | Турнір | Чемпіони                                   | Фіналісти                        | Півфіналісти                    | Чвертьфіналісти                                                        |
| --------- | --- | ------------------------------------------ | -------------------------------- | ------------------------------- | ---------------------------------------------------------------------- |
| 5 жовтня  | Davidoff Swiss Indoors Базель, Швейцарія ATP World Series Тверде (i) – $975,000 – 32S/16D Одиночний розряд – Парний розряд        | Тім Генман 6–4, 6–3, 3–6, 6–4              | Андре Агассі                     | Марк Россе Томас Юганссон       | Давід Пріносіл Магнус Густафссон Ніколас Кіфер Фабріс Санторо          |
| 5 жовтня  | Davidoff Swiss Indoors Базель, Швейцарія ATP World Series Тверде (i) – $975,000 – 32S/16D Одиночний розряд – Парний розряд        | Фабріс Санторо Олів'є Делетр 6–3, 7–6      | Піт Норвал Кевін Ульєтт          | Марк Россе Томас Юганссон       | Давід Пріносіл Магнус Густафссон Ніколас Кіфер Фабріс Санторо          |
| 5 жовтня  | Campionati Internazionali di Sicilia Палермо, Італія ATP World Series Ґрунт – $315,000 – 32S/16D Одиночний розряд – Парний розряд | Маріано Пуерта 6–3, 6–2                    | Франко Скілларі                  | Алекс Корретха Гало Бланко      | Ніколас Лапентті Фернандо Вісенте Маріано Сабалета Арно Ді Паскуале    |
| 5 жовтня  | Campionati Internazionali di Sicilia Палермо, Італія ATP World Series Ґрунт – $315,000 – 32S/16D Одиночний розряд – Парний розряд | Франсіско Монтана Доналд Джонсон 6–4, 7–6  | Пабло Альбано Даніель Оршанік    | Алекс Корретха Гало Бланко      | Ніколас Лапентті Фернандо Вісенте Маріано Сабалета Арно Ді Паскуале    |
| 5 жовтня  | Shanghai Open Шанхай, КНР ATP World Series Килим (i) – $315,000 – 32S/16D Одиночний розряд – Парний розряд                        | Майкл Чанг 4–6, 6–1, 6–2                   | Горан Іванишевич                 | Рамон Дельгадо Паул Гаргейс     | Кеннет Карлсен Майкл Теббутт Марк Вудфорд Тодд Вудбрідж                |
| 5 жовтня  | Shanghai Open Шанхай, КНР ATP World Series Килим (i) – $315,000 – 32S/16D Одиночний розряд – Парний розряд                        | Магеш Бгупаті Леандер Паес 6–4, 6–7, 7–6   | Тодд Вудбрідж Марк Вудфорд       | Рамон Дельгадо Паул Гаргейс     | Кеннет Карлсен Майкл Теббутт Марк Вудфорд Тодд Вудбрідж                |
| 12 жовтня | Singapore Open Сінгапур, Сінгапур ATP Турнір Series Тверде (i) – $575,000 – 32S/16D Одиночний розряд – Парний розряд              | Марсело Ріос 6–4, 6–2                      | Марк Вудфорд                     | Джим Кур'є Шенг Схалкен         | Ллейтон Г'юїтт Ян-Майкл Гембілл Джон ван Лоттум Кеннет Карлсен         |
| 12 жовтня | Singapore Open Сінгапур, Сінгапур ATP Турнір Series Тверде (i) – $575,000 – 32S/16D Одиночний розряд – Парний розряд              | Тодд Вудбрідж Марк Вудфорд 6–2, 6–3        | Магеш Бгупаті Леандер Паес       | Джим Кур'є Шенг Схалкен         | Ллейтон Г'юїтт Ян-Майкл Гембілл Джон ван Лоттум Кеннет Карлсен         |
| 12 жовтня | CA-TennisTrophy Відень, Австрія ATP Турнір Series Килим (i) – $675,000 – 32S/16D Одиночний розряд – Парний розряд                 | Піт Сампрас 6–3, 7–6(7–3), 6–1             | Кароль Кучера                    | Тодд Мартін Грег Руседскі       | Тім Генман Седрік Пйолін Йонас Бйоркман Патрік Рафтер                  |
| 12 жовтня | CA-TennisTrophy Відень, Австрія ATP Турнір Series Килим (i) – $675,000 – 32S/16D Одиночний розряд – Парний розряд                 | Євген Кафельников Даніель Вацек 7–5, 6–3   | Девід Адамс Джон-Лаффньє де Ягер | Тодд Мартін Грег Руседскі       | Тім Генман Седрік Пйолін Йонас Бйоркман Патрік Рафтер                  |
| 19 жовтня | Grand Prix de Tennis de Lyon Ліон, Франція ATP World Series Килим (i) – $725,000 – 32S/16D Одиночний розряд – Парний розряд       | Алекс Корретха 2–6, 7–6(8–6), 6–1          | Томмі Гаас                       | Марсело Ріос Вейн Феррейра      | Піт Сампрас Арно Ді Паскуале Олів'є Делетр Патрік Рафтер               |
| 19 жовтня | Grand Prix de Tennis de Lyon Ліон, Франція ATP World Series Килим (i) – $725,000 – 32S/16D Одиночний розряд – Парний розряд       | Олів'є Делетр Фабріс Санторо 6–2, 6–2      | Томас Карбонелл Франсіско Ройг   | Марсело Ріос Вейн Феррейра      | Піт Сампрас Арно Ді Паскуале Олів'є Делетр Патрік Рафтер               |
| 19 жовтня | IPB Czech Indoor Острава, Чехія ATP World Series Килим (i) – $975,000 – 32S/16D Одиночний розряд – Парний розряд                  | Андре Агассі 6–2, 3–6, 6–3                 | Ян Крошлак                       | Томас Енквіст Вейн Блек         | Ніклас Культі Андрій Медведєв Мартін Дамм Томас Юганссон               |
| 19 жовтня | IPB Czech Indoor Острава, Чехія ATP World Series Килим (i) – $975,000 – 32S/16D Одиночний розряд – Парний розряд                  | Ніколас Кіфер Давід Пріносіл 6–4, 6–3      | Девід Адамс Павел Візнер         | Томас Енквіст Вейн Блек         | Ніклас Культі Андрій Медведєв Мартін Дамм Томас Юганссон               |
| 26 жовтня | Abierto Mexicano Telcel Мехіко, Мексика ATP World Series Ґрунт – $315,000 – 32S/16D Одиночний розряд – Парний розряд              | Їржі Новак 6–3, 6–3                        | Ксав'є Малісс                    | Франсіско Клавет Маріано Пуерта | Хуан Антоніо Марін Давіде Сангінетті Алехандро Ернандес Хорді Бурільйо |
| 26 жовтня | Abierto Mexicano Telcel Мехіко, Мексика ATP World Series Ґрунт – $315,000 – 32S/16D Одиночний розряд – Парний розряд              | Їржі Новак Давід Рікл 6–4, 6–2             | Даніель Оршанік Давід Родіті     | Франсіско Клавет Маріано Пуерта | Хуан Антоніо Марін Давіде Сангінетті Алехандро Ернандес Хорді Бурільйо |
| 26 жовтня | Eurocard Open Штутгарт, Німеччина ATP Super 9 Тверде (i) – $2,200,000 – 48S/28Q/32D/3Q Одиночний розряд – Парний розряд           | Ріхард Крайчек 6–4, 6–3, 6–3               | Євген Кафельников                | Піт Сампрас Йонас Бйоркман      | Ян-Майкл Гембілл Горан Іванишевич Грег Руседскі Марсело Ріос           |
| 26 жовтня | Eurocard Open Штутгарт, Німеччина ATP Super 9 Тверде (i) – $2,200,000 – 48S/28Q/32D/3Q Одиночний розряд – Парний розряд           | Себастьян Ларо Алекс О'Браєн 6–3, 3–6, 7–5 | Магеш Бгупаті Леандер Паес       | Піт Сампрас Йонас Бйоркман      | Ян-Майкл Гембілл Горан Іванишевич Грег Руседскі Марсело Ріос           |

### Листопад
| Тиждень      | Турнір | Чемпіони                                      | Фіналісти                       | Півфіналісти                                                      | Чвертьфіналісти                                                                                       |
| ------------ | --- | --------------------------------------------- | ------------------------------- | ----------------------------------------------------------------- | --- |
| 2 листопада  | Cerveza Club Colombia Open Богота, Колумбія ATP World Series Ґрунт – $315,000 – 32S/16D Одиночний розряд – Парний розряд            | Маріано Сабалета 6–4, 6–4                     | Рамон Дельгадо                  | Саргис Саргсян Їржі Новак                                         | Джим Кур'є Жоан Бальсельс Маурісіо Хадад Давіде Сангінетті                                            |
| 2 листопада  | Cerveza Club Colombia Open Богота, Колумбія ATP World Series Ґрунт – $315,000 – 32S/16D Одиночний розряд – Парний розряд            | Дієго дель Ріо Маріано Пуерта 6–7, 6–3, 6–2   | Габор Кевеш Ерік Тайно          | Саргис Саргсян Їржі Новак                                         | Джим Кур'є Жоан Бальсельс Маурісіо Хадад Давіде Сангінетті                                            |
| 2 листопада  | Paris Open Paris, Франція ATP Super 9 Килим (i) – $2,300,000 – 48S/24Q/24D Одиночний розряд – Парний розряд                         | Грег Руседскі 6–4, 7–6(7–4), 6–3              | Піт Сампрас                     | Тодд Мартін Євген Кафельников                                     | Марк Філіппуссіс Андре Агассі Магнус Густафссон Марсело Ріос                                          |
| 2 листопада  | Paris Open Paris, Франція ATP Super 9 Килим (i) – $2,300,000 – 48S/24Q/24D Одиночний розряд – Парний розряд                         | Магеш Бгупаті Леандер Паес 6–4, 6–2           | Якко Елтінг Паул Гаргейс        | Тодд Мартін Євген Кафельников                                     | Марк Філіппуссіс Андре Агассі Магнус Густафссон Марсело Ріос                                          |
| 9 листопада  | Кубок Кремля Moscow, Росія ATP World Series Килим (i) – $1,125,000 – 32S/16D Одиночний розряд – Парний розряд                       | Євген Кафельников 7–6(7–2), 7–6(7–5)          | Горан Іванишевич                | Арно Клеман Марк Россе                                            | Себастьян Ларо Ларс Бургсмюллер Ян Крошлак Гійом Рау                                                  |
| 9 листопада  | Кубок Кремля Moscow, Росія ATP World Series Килим (i) – $1,125,000 – 32S/16D Одиночний розряд – Парний розряд                       | Джаред Палмер Джефф Таранго 6–4, 6–7, 6–2     | Євген Кафельников Даніель Вацек | Арно Клеман Марк Россе                                            | Себастьян Ларо Ларс Бургсмюллер Ян Крошлак Гійом Рау                                                  |
| 9 листопада  | Chevrolet Cup Сантьяго, Чилі ATP World Series Ґрунт – $315,000 – 32S/16D Одиночний розряд – Парний розряд                           | Франсіско Клавет 6–2, 6–4                     | Юнес Ель-Айнауї                 | Хуан Антоніо Марін Фелікс Мантілья                                | Марсело Ріос Ніколас Лапентті Маріано Пуерта Джим Кур'є                                               |
| 9 листопада  | Chevrolet Cup Сантьяго, Чилі ATP World Series Ґрунт – $315,000 – 32S/16D Одиночний розряд – Парний розряд                           | Маріано Худ Себастьян Прієто 7–6, 6–7, 7–6    | Массімо Бертоліні Девін Бовен   | Хуан Антоніо Марін Фелікс Мантілья                                | Марсело Ріос Ніколас Лапентті Маріано Пуерта Джим Кур'є                                               |
| 9 листопада  | Stockholm Open Стокгольм, Швеція ATP World Series Тверде (i) – $800,000 – 32S/16D Одиночний розряд – Парний розряд                  | Тодд Мартін 6–3, 6–4, 6–4                     | Томас Юганссон                  | Грег Руседскі Тім Генман                                          | Джейсон Столтенберг Деніел Нестор Магнус Густафссон Судзукі Такао                                     |
| 9 листопада  | Stockholm Open Стокгольм, Швеція ATP World Series Тверде (i) – $800,000 – 32S/16D Одиночний розряд – Парний розряд                  | Ніклас Культі Мікаель Тільстрем 7–5, 3–6, 7–5 | Кріс Гаггард Петер Нюборґ       | Грег Руседскі Тім Генман                                          | Джейсон Столтенберг Деніел Нестор Магнус Густафссон Судзукі Такао                                     |
| 16 листопада | ATP Tour World Championships Doubles Гартфорд (Коннектикут), США ATP Tour World Championships Килим (i) – $ – 8D (RR) Парний розряд | Якко Елтінг Паул Гаргейс 6–4, 6–2, 7–5        | Марк Ноулз Деніел Нестор        | Доналд Джонсон / Франсіско Монтана Олів'є Делетр / Фабріс Санторо | Доналд Джонсон / Франсіско Монтана Олів'є Делетр / Фабріс Санторо                                     |
| 23 листопада | ATP Tour World Championships Singles Ганновер, Німеччина ATP Tour World Championships Тверде (i) – $ – 8S (RR) Одиночний розряд     | Алекс Корретха 3–6, 3–6, 7–5, 6–3, 7–5        | Карлос Моя                      | Тім Генман Піт Сампрас                                            | Круговий турнір Альберт Коста Грег Руседскі Євген Кафельников Кароль Кучера Андре Агассі Марсело Ріос |
| 30 листопада | Davis Cup by BNP Paribas Final Мілан, Італія – clay (i)                                                                             | Швеція · 4–1                                  | Італія                          |                                                                   | |

## Рейтинг ATP (одиночний розряд)
| 15 грудня 1997 | 15 грудня 1997    | 15 грудня 1997  |
| #              | Тенісист          | Країна          |
| -------------- | ----------------- | --------------- |
| 1              | Піт Сампрас       | США             |
| 2              | Патрік Рафтер     | Австралія       |
| 3              | Майкл Чанг        | США             |
| 4              | Йонас Бйоркман    | Швеція          |
| 5              | Євген Кафельников | Росія           |
| 6              | Грег Руседскі     | Велика Британія |
| 7              | Карлос Моя        | Іспанія         |
| 8              | Серхі Бругера     | Іспанія         |
| 9              | Томас Мустер      | Австрія         |
| 10             | Марсело Ріос      | Чилі            |
| 11             | Ріхард Крайчек    | Нідерланди      |
| 12             | Алекс Корретха    | Іспанія         |
| 13             | Петр Корда        | Чехія           |
| 14             | Густаво Куертен   | Бразилія        |
| 15             | Горан Іванишевич  | Хорватія        |
| 16             | Фелікс Мантілья   | Іспанія         |
| 17             | Тім Генман        | Велика Британія |
| 18             | Марк Філіппуссіс  | Австралія       |
| 19             | Альберт Коста     | Іспанія         |
| 20             | Седрік Пйолін     | Франція         |

| Кінець 1998 року (28 грудня) | Кінець 1998 року (28 грудня) | Кінець 1998 року (28 грудня) | Кінець 1998 року (28 грудня) | Кінець 1998 року (28 грудня) | Кінець 1998 року (28 грудня) | Кінець 1998 року (28 грудня) |
| #                            | Тенісист                     | Країна                       | Пункти                       | Від                          | До                           | Зміна                        |
| ---------------------------- | ---------------------------- | ---------------------------- | ---------------------------- | ---------------------------- | ---------------------------- | ---------------------------- |
| 1                            | Піт Сампрас                  | США                          | 3915                         | 1                            | 2                            | ▬                            |
| 2                            | Марсело Ріос                 | Чилі                         | 3670                         | 1                            | 10                           | ▲ 8                          |
| 3                            | Алекс Корретха               | Іспанія                      | 3398                         | 3                            | 14                           | ▲ 9                          |
| 4                            | Патрік Рафтер                | Австралія                    | 3315                         | 2                            | 6                            | ▼ 2                          |
| 5                            | Карлос Моя                   | Іспанія                      | 3159                         | 4                            | 21                           | ▲ 2                          |
| 6                            | Андре Агассі                 | США                          | 2879                         | 6                            | 110                          | ▲ 104                        |
| 7                            | Тім Генман                   | Велика Британія              | 2620                         | 7                            | 21                           | ▲ 10                         |
| 8                            | Кароль Кучера                | Словаччина                   | 2579                         | 6                            | 25                           | ▲ 16                         |
| 9                            | Грег Руседскі                | Велика Британія              | 2573                         | 4                            | 15                           | ▼ 3                          |
| 10                           | Ріхард Крайчек               | Нідерланди                   | 2548                         | 5                            | 14                           | ▲ 1                          |
| 11                           | Євген Кафельников            | Росія                        | 2515                         | 4                            | 12                           | ▼ 6                          |
| 12                           | Горан Іванишевич             | Хорватія                     | 2137                         | 12                           | 25                           | ▲ 3                          |
| 13                           | Петр Корда                   | Чехія                        | 2114                         | 2                            | 13                           | ▬                            |
| 14                           | Альберт Коста                | Іспанія                      | 1823                         | 13                           | 27                           | ▲ 5                          |
| 15                           | Марк Філіппуссіс             | Австралія                    | 1792                         | 13                           | 28                           | ▲ 3                          |
| 16                           | Тодд Мартін                  | США                          | 1774                         | 16                           | 81                           | ▲ 65                         |
| 17                           | Томас Юганссон               | Швеція                       | 1761                         | 17                           | 54                           | ▲ 20                         |
| 18                           | Седрік Пйолін                | Франція                      | 1710                         | 10                           | 20                           | ▲ 2                          |
| 19                           | Ян Сімерінк                  | Нідерланди                   | 1669                         | 14                           | 78                           | ▲ 59                         |
| 20                           | Фелікс Мантілья              | Іспанія                      | 1643                         | 10                           | 22                           | ▼ 4                          |

## Статистична інформація

### Титули за тенісистами
| Всього | Гравець             | Великий шолом | Великий шолом | Великий шолом | Фінали року | Фінали року | Super 9 | Super 9 | Championship Series | Championship Series | World Series | World Series | Всього | Всього | Всього |
| Всього | Гравець             | S             | D             | X             | S           | D           | S       | D       | S                   | D                   | S            | D            | S      | D      | X      |
| ------ | ------------------- | ------------- | ------------- | ------------- | ----------- | ----------- | ------- | ------- | ------------------- | ------------------- | ------------ | ------------ | ------ | ------ | ------ |
| 9      | Якко Елтінг         |               | 3             |               |             |             |         | 1       |                     | 2                   |              | 3            | 0      | 9      | 0      |
| 9      | Патрік Рафтер       | 1             |               |               |             |             | 2       | 1       |                     |                     | 3            | 1            | 6      | 2      | 0      |
| 8      | Паул Гаргейс        |               | 2             |               |             |             |         | 1       |                     | 2                   |              | 3            | 0      | 8      | 0      |
| 7      | Марсело Ріос        |               |               |               |             |             | 3       |         | 1                   |                     | 2            |              | 7^     | 0      | 0      |
| 5      | Леандер Паес        |               |               |               |             |             |         | 1       |                     |                     | 1            | 3            | 1      | 4      | 0      |
| 4      | Піт Сампрас         | 1             |               |               |             |             |         |         | 2                   |                     | 1            |              | 4      | 0      | 0      |
| 4      | Андре Агассі        |               |               |               |             |             |         |         | 1                   |                     | 3            |              | 4      | 0      | 0      |
| 4      | Магеш Бгупаті       |               |               |               |             |             |         | 1       |                     |                     |              | 3            | 0      | 4      | 0      |
| 4      | Тодд Вудбрідж       |               |               |               |             |             |         |         |                     | 1                   |              | 3            | 0      | 4      | 0      |
| 4      | Марк Вудфорд        |               |               |               |             |             |         |         |                     | 1                   |              | 3            | 0      | 4      | 0      |
| 4      | Кевін Ульєтт        |               |               |               |             |             |         |         |                     | 1                   |              | 3            | 0      | 4      | 0      |
| 3      | Йонас Бйоркман      |               | 1             |               |             |             |         | 1       |                     |                     | 1            |              | 1      | 2      | 0      |
| 3      | Алекс Корретха      |               |               |               | 1           |             |         |         | 1                   |                     | 3            |              | 5      | 0      | 5      |
| 3      | Мартін Дамм         |               |               |               |             |             |         |         |                     | 1                   |              | 2            | 0      | 3      | 0      |
| 3      | Елліс Феррейра      |               |               |               |             |             |         | 1       |                     |                     |              | 2            | 0      | 3      | 0      |
| 3      | Джастін Гімелстоб   |               |               | 2             |             |             |         |         |                     |                     |              | 1            | 0      | 1      | 2      |
| 3      | Джим Грабб          |               |               |               |             |             |         |         |                     | 1                   |              | 2            | 0      | 3      | 0      |
| 3      | Магнус Густафссон   |               |               |               |             |             |         |         |                     |                     | 2            | 1            | 2      | 1      | 0      |
| 3      | Паул Гаргейс        |               |               |               |             |             |         |         |                     | 2                   |              | 1            | 0      | 3      | 0      |
| 3      | Доналд Джонсон      |               |               |               |             |             |         | 1       |                     |                     |              | 2            | 0      | 3      | 0      |
| 3      | Євген Кафельников   |               |               |               |             |             |         |         | 1                   | 1                   | 2            |              | 3      | 1      | 0      |
| 3      | Франсіско Монтана   |               |               |               |             |             |         | 1       |                     |                     |              | 2            | 0      | 3      | 0      |
| 3      | Їржі Новак          |               |               |               |             |             |         |         |                     | 1                   |              | 2            | 0      | 3      | 0      |
| 3      | Грант Стеффорд      |               |               |               |             |             |         |         |                     | 1                   |              | 2            | 0      | 3      | 0      |
| 3      | Сендон Столл        |               | 1             |               |             |             |         |         |                     |                     |              | 2            | 0      | 3      | 0      |
| 2      | Хуліан Алонсо       |               |               |               |             |             |         |         |                     |                     | 1            | 1            | 1      | 1      | 0      |
| 2      | Вейн Артурс         |               |               |               |             |             |         |         |                     | 1                   |              | 1            | 0      | 2      | 0      |
| 2      | Ніл Брод            |               |               |               |             |             |         |         |                     |                     |              | 1            | 0      | 1      | 0      |
| 2      | Альберт Коста       |               |               |               |             |             | 1       |         |                     |                     | 1            |              | 2      | 0      | 0      |
| 2      | Томас Енквіст       |               |               |               |             |             |         |         |                     |                     | 2            |              | 2      | 0      | 0      |
| 2      | Андреа Гауденці     |               |               |               |             |             |         |         |                     |                     | 1            | 1            | 1      | 1      | 0      |
| 2      | Том Кемперс         |               |               |               |             |             |         |         |                     |                     |              | 2            | 0      | 2      | 0      |
| 2      | Петр Корда          | 1             |               |               |             |             |         |         |                     |                     | 1            |              | 2      | 0      | 0      |
| 2      | Кароль Кучера       |               |               |               |             |             |         |         | 1                   |                     | 1            |              | 2      | 0      | 0      |
| 2      | Густаво Куертен     |               |               |               |             |             |         |         | 1                   |                     |              | 1            | 1      | 1      | 0      |
| 2      | Рік Ліч             |               |               |               |             |             |         | 1       |                     |                     |              | 1            | 0      | 2      | 0      |
| 2      | Фернандо Мелігені   |               |               |               |             |             |         |         |                     |                     | 1            | 1            | 1      | 1      | 0      |
| 2      | Максим Мирний       |               |               | 2             |             |             |         |         |                     |                     |              |              | 0      | 0      | 2      |
| 2      | Карлос Моя          | 1             |               |               |             |             | 1       |         |                     |                     |              |              | 2      | 0      | 0      |
| 2      | Деніел Нестор       |               |               |               |             |             |         | 1       |                     | 1                   |              |              | 0      | 2      | 0      |
| 2      | Андрей Павел        |               |               |               |             |             |         |         | 1                   |                     |              | 1            | 1      | 1      | 0      |
| 2      | Давід Рікл          |               |               |               |             |             |         |         |                     | 1                   |              | 1            | 0      | 2      | 0      |
| 2      | Ян Сімерінк         |               |               |               |             |             |         |         |                     |                     | 1            | 1            | 1      | 1      | 0      |
| 2      | Цирил Сук           |               | 1             |               |             |             |         |         |                     |                     |              | 1            | 0      | 2      | 0      |
| 1      | Альберто Берасатегі |               |               |               |             |             |         |         |                     |                     | 1            |              | 1      | 0      | 0      |
| 1      | Байрон Блек         |               |               |               |             |             |         |         |                     |                     |              | 1            | 0      | 1      | 0      |
| 1      | Кеннет Карлсен      |               |               |               |             |             |         |         |                     |                     | 1            |              | 1      | 0      | 0      |
| 1      | Майкл Чанг          |               |               |               |             |             |         |         |                     |                     | 1            |              | 1      | 0      | 0      |
| 1      | Франсіско Клавет    |               |               |               |             |             |         |         |                     |                     | 1            |              | 1      | 0      | 0      |
| 1      | Брендон Коуп        |               |               |               |             |             |         |         |                     |                     |              | 1            | 0      | 1      | 0      |
| 1      | Джим Кур'є          |               |               |               |             |             |         |         |                     |                     | 1            |              | 1      | 0      | 0      |
| 1      | Олів'є Делетр       |               |               |               |             |             |         |         |                     | 1                   |              |              | 0      | 1      | 0      |
| 1      | Скотт Дрейпер       |               |               |               |             |             |         |         |                     |                     | 1            |              | 1      | 0      | 0      |
| 1      | Джошуа Ігл          |               |               |               |             |             |         |         |                     |                     |              | 1            | 0      | 1      | 0      |
| 1      | Вейн Феррейра       |               |               |               |             |             |         |         |                     | 1                   |              |              | 0      | 1      | 0      |
| 1      | Даг Флек            |               |               |               |             |             |         |         |                     |                     |              | 1            | 0      | 1      | 0      |
| 1      | Ендрю Флорент       |               |               |               |             |             |         |         |                     |                     |              | 1            | 0      | 1      | 0      |
| 1      | Патрік Гелбрайт     |               |               |               |             |             |         |         |                     |                     |              | 1            | 0      | 1      | 0      |
| 1      | Брент Гейгарт       |               |               |               |             |             |         |         |                     |                     |              | 1            | 0      | 1      | 0      |
| 1      | Марк Філіппуссіс    |               |               |               |             |             |         |         |                     |                     | 1            |              | 1      | 0      | 0      |
| 1      | Ллейтон Г'юїтт      |               |               |               |             |             |         |         |                     |                     | 1            |              | 1      | 0      | 0      |
| 1      | Домінік Хрбати      |               |               |               |             |             |         |         |                     |                     | 1            |              | 1      | 0      | 0      |
| 1      | Андреу Іліє         |               |               |               |             |             |         |         |                     |                     | 1            |              | 1      | 0      | 0      |
| 1      | Горан Іванишевич    |               |               |               |             |             |         |         |                     |                     | 1            |              | 1      | 0      | 0      |
| 1      | Марк Ноулз          |               |               |               |             |             |         | 1       |                     |                     |              |              | 0      | 1      | 0      |
| 1      | Ріхард Крайчек      |               |               |               |             |             |         |         |                     |                     | 1            |              | 1      | 0      | 0      |
| 1      | Ендрю Кратцманн     |               |               |               |             |             |         |         |                     |                     |              | 1            | 0      | 1      | 0      |
| 1      | Ніклас Культі       |               |               |               |             |             |         |         |                     |                     |              | 1            | 0      | 1      | 0      |
| 1      | Себастьян Ларо      |               |               |               |             |             |         |         |                     | 1                   |              |              | 0      | 1      | 0      |
| 1      | Магнус Ларссон      |               |               |               |             |             |         |         |                     |                     |              | 1            | 0      | 1      | 0      |
| 1      | Девід Макферсон     |               |               |               |             |             |         |         |                     |                     |              | 1            | 0      | 1      | 0      |
| 1      | Фелікс Мантілья     |               |               |               |             |             |         |         |                     |                     | 1            |              | 1      | 0      | 0      |
| 1      | Тодд Мартін         |               |               |               |             |             |         |         | 1                   |                     |              |              | 1      | 0      | 0      |
| 1      | Дієго Наргісо       |               |               |               |             |             |         |         |                     |                     |              | 1            | 0      | 1      | 0      |
| 1      | Маґнус Норман       |               |               |               |             |             |         |         |                     |                     | 1            |              | 1      | 0      | 0      |
| 1      | Піт Норвал          |               |               |               |             |             |         |         |                     |                     |              | 1            | 0      | 1      | 0      |
| 1      | Менно Остінг        |               |               |               |             |             |         |         |                     |                     |              | 1            | 0      | 1      | 0      |
| 1      | Алекс О'Браєн       |               |               |               |             |             |         |         |                     |                     |              | 1            | 0      | 1      | 0      |
| 1      | Даніель Оршанік     |               |               |               |             |             |         |         |                     |                     |              | 1            | 0      | 1      | 0      |
| 1      | Стефано Пескосолідо |               |               |               |             |             |         |         |                     |                     |              | 1            | 0      | 1      | 0      |
| 1      | Марк Філіппуссіс    |               |               |               |             |             |         |         | 1                   |                     |              |              | 1      | 0      | 0      |
| 1      | Гійом Рау           |               |               |               |             |             |         |         |                     |                     |              | 1            | 0      | 1      | 0      |
| 1      | Паул Роснер         |               |               |               |             |             |         |         |                     |                     |              | 1            | 0      | 1      | 0      |
| 1      | Грег Руседскі       |               |               |               |             |             |         |         | 1                   |                     |              |              | 1      | 0      | 0      |
| 1      | Хав'єр Санчес       |               |               |               |             |             |         |         |                     |                     |              | 1            | 0      | 1      | 0      |
| 1      | Фабріс Санторо      |               |               |               |             |             |         |         |                     | 1                   |              |              | 0      | 1      | 0      |
| 1      | Бретт Стівен        |               |               |               |             |             |         |         |                     |                     |              | 1            | 0      | 1      | 0      |
| 1      | Байрон Талбот       |               |               |               |             |             |         |         |                     |                     |              | 1            | 0      | 1      | 0      |
| 1      | Майкл Теббутт       |               |               |               |             |             |         |         |                     |                     |              | 1            | 0      | 1      | 0      |
| 1      | Лоренс Тілеман      |               |               |               |             |             |         |         |                     |                     |              | 1            | 0      | 1      | 0      |
| 1      | Мікаель Тільстрем   |               |               |               |             |             |         |         |                     |                     |              | 1            | 0      | 1      | 0      |
| 1      | Петер Трамаккі      |               |               |               |             |             |         |         |                     | 1                   |              |              | 0      | 1      | 0      |
| 1      | Габріель Тріфу      |               |               |               |             |             |         |         |                     |                     |              | 1            | 0      | 1      | 0      |
| 1      | Богдан Уліграх      |               |               |               |             |             |         |         |                     |                     | 1            |              | 1      | 0      | 0      |

### Титули за країнами
- США 13
- Іспанія 12
- Австралія 10
- Швеція 6
- Чехія 4
- Велика Британія 4
- Нідерланди 4
- Бразилія 3
- Росія 3
- Словаччина 3
- Аргентина 2
- Росія 2
- Хорватія 1
- Данія 1
- Індія 1
- Італія 1
- Румунія 1

## Зовнішні посилання
- Офіційний сайт ATP
- Офіційний сайт ITF